# Wapen van Overasselt

Wapen van Overasselt

Het wapen van Overasselt toont het wapen van de voormalige gemeente Overasselt. De gemeente werd met het wapen verleend bij Koninklijk Besluit op 12 januari 1931. De omschrijving luidt:
"Gedeeld; I in azuur, bezaaid met gouden leliën, een kromstaf van hetzelfde, II in goud 3 luipaarden van sabel, boven elkander. Het schild gedekt met een gouden kroon van 3 bladeren en 2 paarlen.."

## Geschiedenis
De rechterhelft is een herinnering aan de monniken van de abdij van Saint-Valery-sur-Somme in Picardië, die vroeger een nederzetting hadden in Overasselt. De linkerhelft met de luipaarden is afkomstig van het familiewapen van de heren van Schoonenburg. Opmerking: in de heraldiek zijn links en rechts van achter het schild gezien. Voor de toeschouwer zijn deze dus verwisseld. Het wapen is ten slotte gedekt met een gravenkroon. Op 1 juli 1980 werd de gemeente opgeheven en toegevoegd aan Heumen. De rechterhelft van het wapen van Overasselt werd opgenomen als linkerhelft in het wapen van Heumen.

## Afbeeldingen

Wapen van Heumen